# 지품초등학교 (경남)
지품초등학교는 대한민국 경상남도 산청군 산청읍 정곡척지로29번길 45 (정곡리)에 있었던 초등학교이다.

## 연혁
- 1936년 4월 8일 산청공립보통학교 부설 지품간이학교 인가
- 1944년 8월 12일 산청읍내공립국민학교 지품분교장 승격
- 1953년 4월 18일 지품국민학교 승격
- 1967년 3월 1일 척지분교장 설립인가
- 1971년 3월 1일 척지국민학교 분리
- 1984년 3월 1일 척지분교장 격하 편입
- 1994년 3월 1일 척지분교장 통폐합
- 1996년 3월 1일 지품초등학교로 명칭 변경
- 1999년 2월 19일 제51회 졸업식(11명, 3297명)
- 1999년 9월 1일 산청초등학교로 통폐합